# Eulasia persidis
Eulasia persidis är en skalbaggsart som beskrevs av Baraud 1990. Eulasia persidis ingår i släktet Eulasia och familjen Glaphyridae. Inga underarter finns listade i Catalogue of Life.